# Afrixalus aureus
Afrixalus aureus е вид земноводно от семейство Hyperoliidae. Видът е незастрашен от изчезване.

## Разпространение
Разпространен е в Мозамбик, Свазиленд и Южна Африка.